# Labiaplàstia

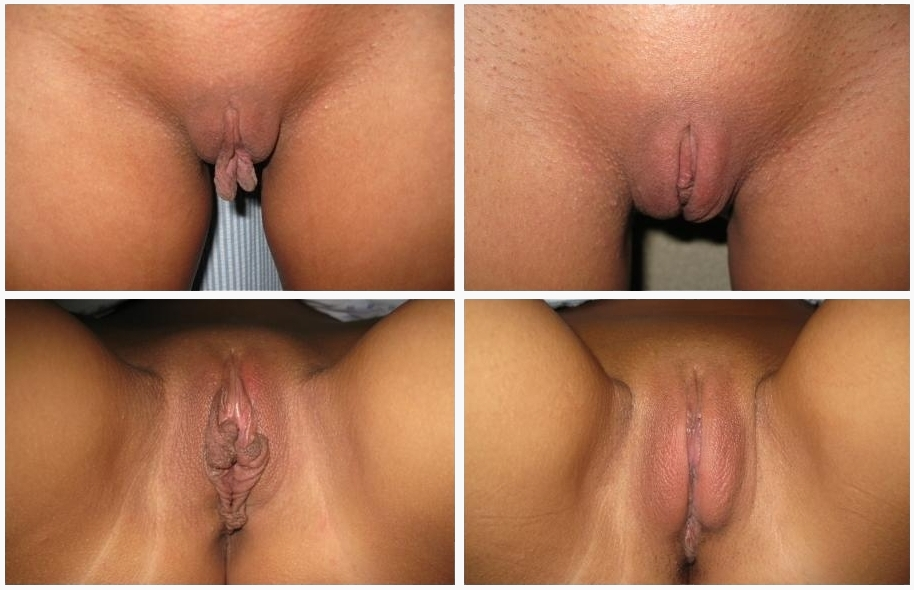
Resultat de la labioplastia (en combinació amb la reducció del caputxó del clítoris)

La labiaplàstia (també coneguda com a labioplàstia, reducció de labia menor, i la reducció de labia) és un procediment de cirurgia plàstica per a alterar els llavis menors (labias internes) i els llavis majors (labias externes), els plecs de la pell que envolten la vulva humana. Hi ha dues categories principals de les dones que cerquen la cirurgia genital cosmètica: aquelles amb condicions congènites com a intersexuals i les que no tenen la condició subjacent en la qual experimenten incomoditat física o desitgen modificar l'aparença dels seus genitals perquè creuen que no entre dins una forma normal.

## Etimologia
La grandària, la color i la forma dels llavis varien significativament i poden canviar a conseqüència del part, l'envelliment i altres esdeveniments. Les condicions abordades per la labioplàstia inclouen defectes congènits i anomalies com ara l'atrèsia vaginal (passatge vaginal absent), agenèsi Mülleriana (úter mal format i trompes de Fal·lopi), les condicions intersexuals (característiques sexuals masculines i femenines en una persona); i l'estirament dels llavis menors causats pel part, accidents i edat. En una vaginoplàstia de reassignació sexual, d'home a dona, la creació d'una neovagina, la labioplàstia crea llavis on abans no hi havia cap.
Un estudi de 2008 en el Diari de la Medicina Sexual va informar que el 32 % de les dones que es van sotmetre al procediment el va fer per a corregir una deficiència funcional; 31 % per a corregir una deterioració funcional i per raons estètiques; i el 37 % per raons estètiques solament. D'acord amb una revisió el 2011, també en la revista Diari de la Medicina Sexual, la satisfacció general del pacient és de 90 a 95 %. Els riscos inclouen cicatrius permanents, infeccions, sagnia, irritació i mal en els nervis que condueix a un augment o disminució de la sensibilitat. L'Observador va escriure en 2011 que els experts mèdics han llançat l'alerta sobre el procediment i les seves taxes creixents, culpant una més gran exposició a les imatges de pornografia a Internet. Linda Cardozo, ginecòloga de l'Hospital Col·legi del Rei, Londres, va assenyalar en un diari que les dones es posaven en risc en una indústria que és en gran part no regulada.
Els genitals externs d'una dona es coneixen col·lectivament com la vulva. Això comprèn els llavis majors (llavis externs), els llavis menors (llavis interns), el clítoris, la uretra i la vagina. Els llavis majors s'estenen dels mons pubis fins al perineu.
La grandària, la forma i color de llavis menors de la dona són molt variats. L'un és generalment més gran que l'altre. Poden ser amagats pels llavis majors, o poden ser visibles, i poden arribar a ser més grans amb l'excitació sexual, a vegades dues o tres vegades el seu diàmetre normal.

### Grandària dels llavis
La grandària dels llavis pot canviar a causa de part. Un pírcing genital pot augmentar la grandària dels llavis i l'asimetria, a causa del pes dels adornaments. En el curs del tractament de germanes bessones idèntiques, SP Davison et al van informar que els llavis eren de la mateixa grandària en cada dona, la qual cosa indica la determinació genètica.
El 2004 o al voltant d'aquell any, els investigadors del Departament de Ginecologia, de l'hospital Elizabeth Garrett Anderson de Londres, van mesurar els llavis majors de 50 dones entre les edats de 18 i 50 anys, amb una edat mitjana de 35,6: Cap al 2004, cercadors del mateix hospital, van mesurar la labia de 50 dones entre 18 i 50 anys:
|                                                           | Mesures               | Desviació estàndard mitjana |
| --------------------------------------------------------- | --------------------- | --------------------------- |
| Longitud Clitoral (mm)                                    | 5.0 – 35.0            | 19.1 [8.7]                  |
| Ample del Gland Clitoral (mm)                             | 3.0 – 10.0            | 5.5 [1.7]                   |
| Clítoris a uretra (mm)                                    | 16.0 – 45.0           | 28.5 [7.1]                  |
| Labia major (llarg) (cm)                                  | 7.0 – 12.0            | 9.3 [1.3]                   |
| Labia menor (llarg) (mm)                                  | 20 – 100              | 60.6 [17.2]                 |
| Labia menor (Ample) (mm)                                  | 7.0 – 50.0            | 21.8 [9.4]                  |
| Longitud del perineu (mm)                                 | 15.0 – 55.0           | 31.3 [8.5]                  |
| Longitud vaginal (cm)                                     | 6.5 – 12.5            | 9.6 [1.5]                   |
| Etapa Tanner (n)                                          | IV                    | 4.0                         |
| Etapa Tanner (n)                                          | V                     | 46                          |
| Color de l'àrea genital Comparat a la pell circumdant (n) | Mateixa color         | 9.0                         |
| Color de l'àrea genital Comparat a la pell circumdant (n) | Color més fosca       | 41                          |
| Rugositat Del labia (n)                                   | Suau (sense arrugues) | 14                          |
| Rugositat de labia (n)                                    | Moderadament arrugada | 34                          |
| Rugositat de labia (n)                                    | Marcadament arrugada  | 2.0                         |

## Raons per a realitzar una labioplàstia
Les següents raons per a realitzar una labioplàstia són:
- Corregir una deficiència funcional
- Raons estètiques
- Reassignació de sexe

Un estudi del 2008 en el Journal of Sexual Medicine va informar que el 32 % de les dones que es van sotmetre al procediment el van fer per a corregir una deficiència funcional; el 31% per cent per a corregir una deterioració funcional i per raons estètiques; i el 37 % per raons estètiques solament. D'acord amb una revisió del 2011, també en la revista Journal of Sexual Medicine, la satisfacció general del pacient va de 90 a 95 %.

## Cirurgia

### Contraindicacions
La cirurgia de reducció de llavis vaginals està relativament contraindicada per a la dona que té una malaltia ginecològica activa, com una infecció o un tumor maligne; per a la dona que és una fumadora de tabac i no està disposada a deixar de fumar, que sigui temporal o permanent, a fi d'optimitzar la seva capacitat de cicatrització de ferides, i per a la dona que no és realista en els seus objectius estètics. Aquest últim pacient ha de ser aconsellat o exclòs de la cirurgia labioplàstica. Davison va descriure que aquest procediment no s'ha de realitzar quan el pacient està menstruant, per a reduir els efectes hormonals i l'augment del risc d'infecció.

### Cirurgia de reassignació de sexe
En la cirurgia de reassignació sexual, en el cas que el pacient transsexual (home a dona), la labioplàstia és generalment la segona fase d'una operació de la vaginoplàstia en dues etapes, on s'apliquen tècniques de labioplàstia per a crear llavis menors i una caputxa del clítoris. En aquest procediment, la labioplàstia es realitza a vegades un cert temps (una setmana, o mesos) després de la primera etapa de la vaginoplàstia, però en altres casos forma part de la mateixa cirurgia.

### Anestèsia
La reducció labial es pot realitzar sota anestèsia local, sedació conscient o anestèsia general, ja sigui com una cirurgia discreta, cirurgia sola o en combinació amb una altra, cirurgia ginecològica o cirurgia cosmètica. La resecció adequada es facilita amb l'administració d'una solució anestèsica (lidocaïna + epinefrina en solució salina) que s'infiltra als llavis menors per a aconseguir la tumescència (inflor) dels teixits i la constricció del sistema circulatori labial pertinent, l'hemostasi que limita la sagnia.

### Procediments

#### Tècnica de resecció de vora
La tècnica labioplàstia original era una resecció simple dels teixits en la vora lliure dels llavis menors. Una variació de la resecció-tècnica compta amb una abraçadora col·locada a través de la zona de teixit labial a ser ressecat, a fi d'establir l'hemostàsia (detingut el flux de sang), i el cirurgià resseca els teixits, i després sutura talli del menys labium o llavis menors. Els desavantatges tècnics de la tècnica de resecció labial de vora són la pèrdua de les rugositats naturals (arrugues) de les vores lliures llavis menors, per tant, estèticament, es produeix una "aparença perfecta" no natural a la vulva, i també presenta un risc més gran de danyar les terminacions nervioses pertinents. D'altra banda, també existeix la possibilitat que tot el revestiment interior dels llavis majors es voltegi, això al seu torn fa visibles els teixits interns normalment ocults. Els avantatges de la resecció inclouen el control precís de tots les (enfosquides) vores labials irregulars hiperpigmentades amb una cicatriu lineal que també poden ser utilitzades per al contorn dels teixits redundants de la caputxa del clítoris, quan és present.

#### Tècnica de resecció en tascó central
La reducció labial per mitjà d'un tascó central de la resecció implica el tall i l'eliminació d'un tascó de gruix total de teixit de la part més gruixuda del llavi menor. A diferència de la tècnica de vora de resecció, el patró de la resecció del tascó central de tècnica preserva la rugositat natural (vora lliure d'arrugues) dels llavis menors. No obstant això, pel fet que és una resecció de gruix complet, existeix el risc potencial de danyar els nervis labials pertinents, que poden resultar en neuromes dolorosos, i tumefacció. F. Giraldo et al. processalment han refinat la tècnica central de resecció en tascó amb una tècnica Z-plàstia de 90 graus addicional, que produeix una cicatriu quirúrgica refinada que és menys lligada, i disminueix les tensions físiques exercides sobre la ferida o incisió quirúrgica, i, per tant, redueix la probabilitat d'un (bord fistonat) cicatriu dentada. La tècnica central de tascó és un procediment quirúrgic exigent, i dificultat pot sorgir amb jutjar la quantitat correcta de la pell labial per a ressecar, la qual cosa podria resultar en subcorrecció (persistent teixit-redundància), o la sobrecorrecció (tensió excessiva en la ferida quirúrgica), i un augment de la probabilitat de la separació quirúrgica de la ferida. D'altra banda, segons el cas, cal una incisió separada per a tractar una caputxa del clítoris prominent.

#### Tècnica de de-epitelització
Reducció labial per mitjà de la de-epitelització dels teixits consisteix a tallar l'epiteli d'una zona central en els aspectes medial i lateral de cada llavi menor, sigui amb un bisturí o amb un làser mèdic. Aquesta tècnica de labioplàstia redueix l'excés de teixit vertical, amb la preservació de la rugositat natural (vora lliure corrugada) dels llavis menors i, per tant, conserva les característiques sensorials i d'erecció dels llavis majors. No obstant això, el desavantatge tècnic de la de-epitelització és que l'amplària del llavi individu podria augmentar si una gran àrea de teixit labial deu desepitelitzada per a aconseguir la reducció labial.

#### Labioplàstia amb resección del prepuci del clítoris
La reducció labial de tant en tant inclou la resecció del prepuci del clítoris (caputxó del clítoris) quan el gruix de la seva pell interfereix amb la resposta sexual de la dona o és estèticament desagradable.
La resecció del prepuci del clítoris implica un avanç V-a-I dels teixits tous, que s'aconsegueix suturant el caputxó del clítoris fins a l'os púbic en la línia mitjana (per a evitar els nervis pudends); per tant, descobrir el clítoris estreny els llavis menors.

#### Labioplàstia làser
La reducció de llavis vaginals mitjançant resecció amb làser dels llavis menors implica el de-epitelització dels llavis. El desavantatge tècnic de labioplàstia làser és que l'eliminació de l'excés epidèrmica labial arrisca causant l'aparició de quistos d'inclusió epidèrmica.

#### Labioplàstia per de-epitelització
La reducció labial per les retallades de-epitelització i eliminació el teixit no desitjat i conservació de la rugositat natural (vora lliure arrugada) dels llavis menors, i conservació de les capacitats per a la tumescència i la sensació. No obstant això, quan el pacient es presenta amb molt de teixit labial, un procediment de combinació de de-epitelització i resecció de l'abraçadora sol ser més eficaç per a aconseguir el resultat estètic establert pel pacient i el seu cirurgià. En el cas d'una dona amb asimetria labial (plegable redundant) entre els llavis menors i els llavis majors, la labioplàstia de-epitelització inclou una tècnica de resecció addicional - com el de cinc penjoll Z-plàstia ("Salt de l'home plàstia") - per a establir una forma regular i simètrica dels llavis menors reduïda.

### Cura post cirurgia
empaquetatgeEl dolor postoperatori és mínim, i la dona sol ser capaç d'abandonar l'hospital el mateix dia. En general, no cal empaquetatge vaginal, encara que ella pot optar per usar una tovallola higiènica per a major comoditat. El metge informa la dona que els llavis s'inflen sovint durant el primer període postoperatori, a causa de l'edema causat per la solució anestèsica injectada en inflar els teixits. També s'instrueix la neteja adequada del lloc de la ferida quirúrgica, i l'aplicació d'una pomada antibiòtica tòpica als llavis, un règim d'observació tres vegades al dia durant l'endemà passat de la cirurgia.
La consulta inicial, posterior a la labioplàstia amb el cirurgià, es recomana una setmana després de la cirurgia. S'aconsella tornar al consultori del cirurgià si es desenvolupa un hematoma, una acumulació de sang fora del pertinent (venosa i arterial) sistema vascular. Depenent del seu progrés, la dona pot reprendre el treball físic tres o quatre dies després de la cirurgia. Per a permetre que les ferides sanin, ella s'encarregués de no usar tampons, no usar roba ajustada (per exemple tanga), i d'abstenir-se de tenir relacions sexuals durant quatre setmanes després de la cirurgia.
Les complicacions mèdiques a un procediment de reducció de llavis vaginals són poc comuns, però les complicacions ocasionals - sagnat, infecció, asimetria labial, mala cicatrització de ferides, correcció insuficient, sobrecorrecció - ocorren, i podrien requerir una cirurgia de revisió. Una resecció més agressiva podria danyar els nervis, causant neuromes dolorosos. La realització d'una labioplàstia aleta-tècnica de tant en tant es presenta un més gran risc de necrosi dels teixits llavis menors.

## Preus de la labioplàstia
Els preus oscil·len entre els 900 i els 2.000 euros depenent de la mena de labioplàstia que es realitzi, i el centre mèdic que el dugui a terme.